# Aleksandar Ivoš
Aleksandar Ivoš, cyr. Александар Ивош (ur. 28 czerwca 1931 w Valjevie, zm. 24 grudnia 2020 w Nowym Sadzie) – jugosłowiański piłkarz występujący podczas kariery zawodniczej na pozycji napastnika w klubach: FK Vojvodina, FK Sloboda Tuzla, 1. Simmeringer SC, Wiener SC, 1. Simmeringer SC i Beringen FC oraz w reprezentacji Jugosławii. Uczestnik mistrzostw świata 1962.
W reprezentacji zadebiutował 16 września 1962 roku w meczu z NRD (2:2).